# Fons Trompenaars

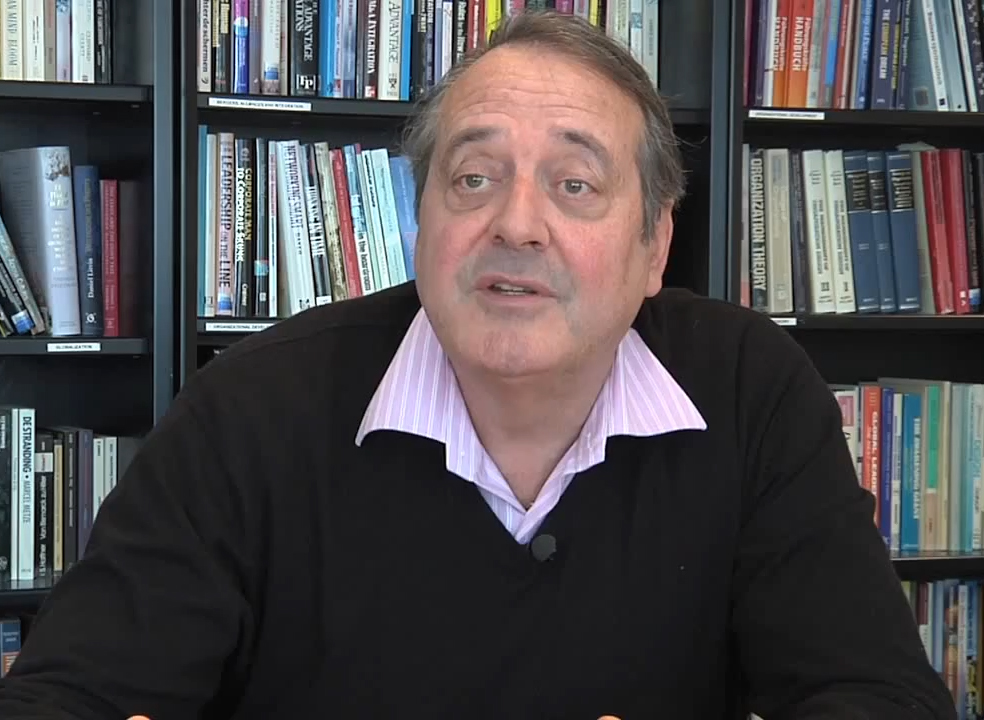
Fons Trompenaars (2012)

Alfons Trompenaars  (Fons; * 1952) ist ein niederländisch-französischer Wissenschaftler im Bereich der interkulturellen Kommunikation. Er war ein Schüler von Geert Hofstede.

## Leben
Trompenaars wuchs zweisprachig auf, da er eine französische Mutter und einen niederländischen Vater hatte. Nach dem Studium der  Volkswirtschaftslehre an der Universität von Amsterdam konnte er 1979 mit einem EU-Stipendium einen einjährigen Studienaufenthalt an der Wharton Business School und der University of Pennsylvania absolvieren. Schließlich konnte er Shell davon überzeugen, ihm ein Promotionsstipendium an der Wharton Business School zu finanzieren.
1983 promovierte er an der Wharton Business School mit einer Dissertation zum Thema „The Organization of Meaning and the Meaning of Organization“ zum  Ph.D. Anschließend begann er seine Berufstätigkeit für Shell, zunächst im Personalbereich in Rotterdam, ab 1985 in der Personalentwicklung der Shell Forschungslaboratorien in Amsterdam.
Danach machte er sich selbständig und war als Manager und Unternehmensberater in rund neun Ländern tätig. Heute leitet er zusammen mit Charles Hampden-Turner die auf interkulturelle Problemstellungen spezialisierte Unternehmensberatungsfirma. Zu seinen weiteren Tätigkeitsbereichen zählen seine Gastdozentur in Rotterdam und Beiträge, die er regelmäßig für diverse Zeitungen schreibt. Des Weiteren veröffentlichte er mehrere Bücher zum Thema interkulturelles Management und entwickelte auf der Basis von Werken Geert Hofstedes und Edward T. Halls eine Theorie zur Analyse kultureller Unterschiede, die in seinem Buch Riding the waves of culture in Form einer Beschreibung von sieben Dimensionen kultureller Unterschiede wiedergegeben wird.

## Trompenaars' Modell

### Definition von Kultur
Kultur ist ein dynamischer Prozess des Lösens menschlicher Probleme/Dilemmas  in den Gebieten:
- menschliche Beziehungen
- Zeit
- Natur

Trompenaars charakterisiert Kultur anhand eines „Zwiebelschalenmodells“:
Nach außen hin sichtbar ist die „explizite Kultur“ (Gegenstände und Produkte). Diese „explizite Kultur“ ist beobachtbar. Reisende nehmen die Gegenstände und Produkte durch Sehen, Hören und Fühlen wahr. So ist beispielsweise die Skyline von New York ein Produkt der US-amerikanischen Kultur. Die mittlere Schale stellen Werte (Definition einer Gruppe was gut und böse ist) und Normen (Definition einer Gruppe was richtig und falsch ist) dar. Ein Wert der US-amerikanischen Kultur ist beispielsweise Leistungsorientierung, während Harmonieorientierung ein zentraler Wert in asiatischen Kulturen darstellt. Im Kern befinden sich die grundlegenden Annahmen über die Existenz (implizite Kultur). Zwischen diesen Ebenen besteht ein Zusammenhang in der Form, dass die inneren Ebenen die äußeren beeinflussen. Grundlegende Annahmen haben eine Auswirkung auf die Werte einer Gruppe, welche wiederum die Gegenstände und Produkte einer Kultur bestimmen.

### Wie sich Kultur äußert
- Sprache
- Esskultur
- Architektur
- Musik
- Kleidung
- Literatur
- Klima
- Lärm
- Körperkontakt

### Kulturdimensionen des Trompenaars'schen Modells
Als Ergebnis einer empirischen Studie entwickelte er ein Modell mit 7 Kulturdimensionen:
Die ersten 5 Dimensionen regeln die „Beziehungen zu Menschen“. Sie lauten:
- „Universalismus“ vs. „Partikularismus“

Was ist wichtiger – Regeln oder Beziehungen?
- „Neutralität“ vs. „Emotionalität“

Zeigen wir unsere Emotionen?
- „Individualismus“ vs. „Kollektivismus“

Funktionieren wir in einer Gruppe oder als Individuum?
- „Spezifität“ vs. „Diffusität“

Wie stark nehmen wir am öffentlichen Leben teil?
- „Leistung“ vs. „Herkunft“

Müssen wir uns selbst einen Status erarbeiten oder ist uns dieser mitgegeben?
Außerdem gibt es zwei weitere Dimensionen:
- „Serialität“ vs. „Parallelität“ (Umgang einer Kultur mit der Zeit)

Tun wir Dinge gleichzeitig oder hintereinander?
- „interne Kontrolle“ vs. „externe Kontrolle“ (Umgang mit der äußeren Natur und der Umwelt)

Versuchen wir unsere Umwelt zu kontrollieren oder arbeiten wir mit ihr zusammen?

## Ziele der Interkommunikationstheorie
Es sollen durch die sieben Kriterien Diskrepanzen auf kultureller Ebene erkannt, verstanden und in Einklang gebracht werden. Idealerweise soll eine transkulturelle Kompetenz dadurch erreicht werden.
Dabei ist es wichtig insbesondere die Stereotype der einzelnen Kulturen zu kennen und damit umzugehen.
Laut Trompenaars ist transkulturelle Kompetenz die Fähigkeit, scheinbar gegenteilige Werte in Einklang zu bringen.

## Werke
- Riding the Waves of Culture: Understanding Cultural Diversity in Business. Random House Business Books, New York, 1993, ISBN 0-85058-428-0.
- Business Weltweit. Der Weg zum interkulturellen Management. Murmann Verlag, 2004, ISBN 3-938017-05-8.
- mit Edgar H. Schein, Charles Hampden-Turner u. a.: Cross-cultural management textbook: Lessons from the world leading experts. Lexington 2012, ISBN 978-1-4791-5968-0.